# Дубянский, Захар Фёдорович
Захар (Захарий) Фёдорович Дубянский (5 февраля 1743 — 10 августа 1765) — офицер лейб-гвардии Преображенского полка, активный участник дворцового переворота 28 июня 1762 года, приведшего к власти Екатерину II.

## Биография
Захар Дубянский родился 5 февраля 1743 года и был третьим сыном в семье духовника императрицы Елизаветы Петровны придворного протоиерея Фёдора Яковлевича Дубянского и Марии Константиновны, урождённой Шарогородской. В возрасте 11 лет Дубянский был определён пажом великого князя Петра Фёдоровича (16 января 1754 года), а 21 января 1761 года пожалован в камер-пажи. Именным указом 20 апреля 1761 года Елизавета Петровна возвела Захара Дубянского вместе со старшими братьями Михаилом и Фёдором, служившими в лейб-гвардии Конном полку, и младшим братом Яковом, пажом Высочайшего двора, в потомственное дворянское достоинство за заслуги их отца.
Вступивший на престол Пётр III на 6-й день своего царствования, 30 декабря 1761 года, произвёл Дубянского из камер-пажей в поручики лейб-гвардии Преображенского полка. Тем не менее Захар Дубянский, как и его старший брат Михаил (4 июня 1762 года «по слабости здоровья» переведённый тем же императором из секунд-ротмистров лейб-гвардии Конного полка в придворное звание унтер-егермейстера), приняли активное участие в событиях, приведших к свержению Петра III и возведению на престол Екатерины II.
6 августа 1762 года новая императрица издала указ, публично отмечавший заслуги её наиболее заметных сподвижников:

Ея императорское величество хотя и немало не сомневалась об истинном верных своих подданных при всех бывших прежде обстоятельствах сокровенном к себе усердии; однакож к тем особливо, которыя по ревности для поспешения благополучия народнаго, побудили самым делом Ея Величество сердце милосердое к скорейшему принятию престола российскаго, и к спасению таким образом нашего отечества от угрожавших оному бедствий, на сих днях оказать соизволила особливые знаки своего внимания

Заслуги Михаила Дубянского были вознаграждены пожалованием ему 600 душ крестьян; такую же награду получил 19-летний Захар Дубянский, ставший одним из 9 офицеров Преображенского полка, чьи имена были названы в указе.
10 августа 1765 года 22-летний Дубянский, состоявший к тому времени уже в чине капитан-поручика лейб-гвардии Преображенского полка, скончался в Санкт-Петербурге и был погребён в Лазаревской церкви Александро-Невской лавры, где четыре года спустя похоронили его мать, а впоследствии — братьев и племянников (сам он был холост и детей не имел).